# Wim Wenders

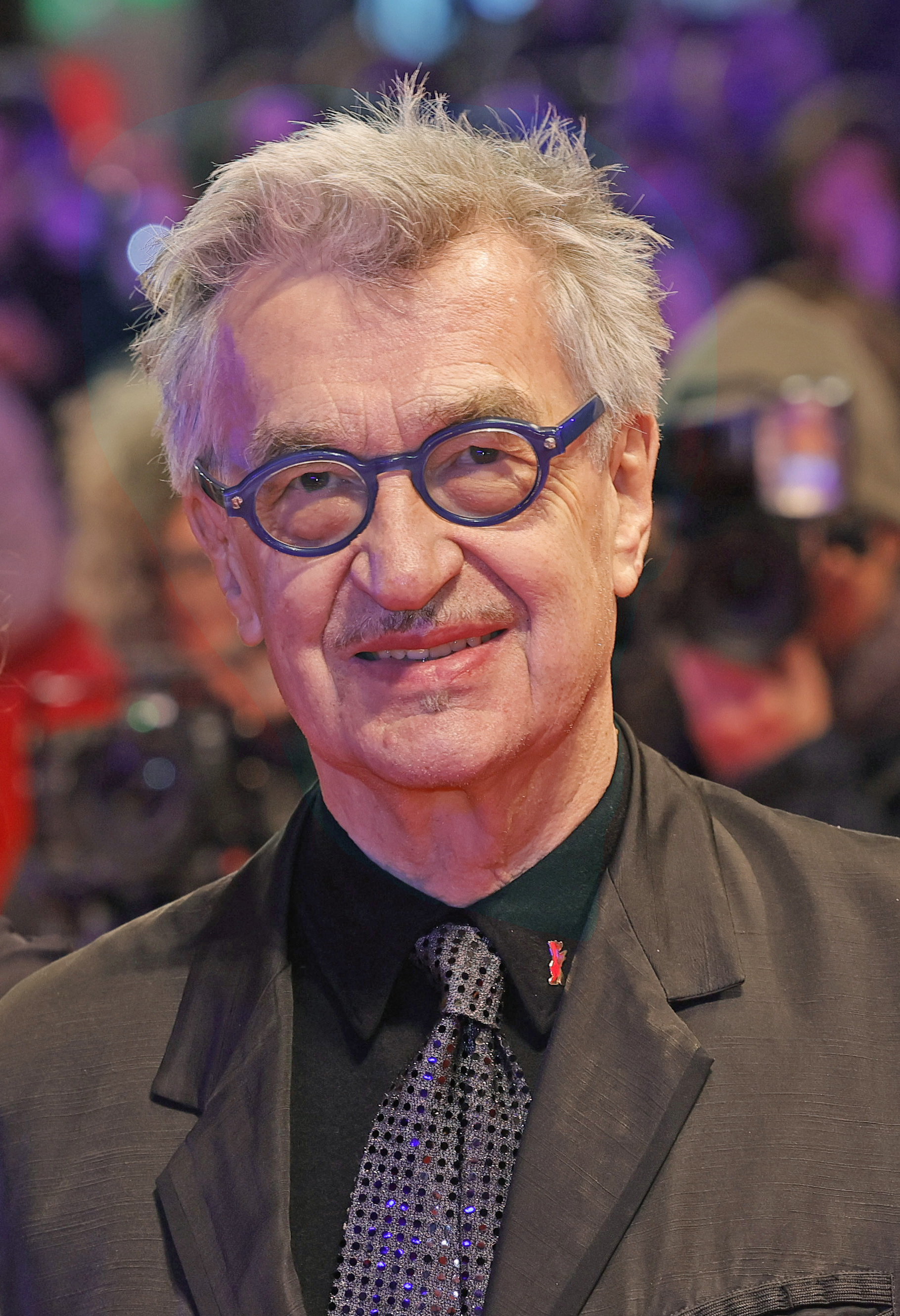
Wim Wenders auf der 74. Berlinale, 2024

Wim Wenders (* 14. August 1945 als Wilhelm Ernst Wenders in Düsseldorf) ist ein deutscher Regisseur und Fotograf. Zusammen mit anderen Autorenfilmern des Neuen Deutschen Films gründete er 1971 den Filmverlag der Autoren. Mit Filmen wie Paris, Texas oder Der Himmel über Berlin erreichte er ab den 1980er Jahren weltweite Bekanntheit. Wenders sieht sich als „der Reisende und dann erst Regisseur oder Fotograf“. Von 1991 bis 1996 war Wenders Vorsitzender der Europäischen Filmakademie und anschließend bis Ende 2020 auch ihr Präsident. Außerdem war er von 2002 bis 2017 Professor für Film an der Hochschule für bildende Künste Hamburg.

## Leben

### Herkunft und Ausbildung
Wilhelm „Wim“ Wenders wurde als Sohn des Chirurgen Heinrich Wenders (1916-1989) in einem konservativen römisch-katholischen Elternhaus geboren. Der niederländische Vorname Wim kam in der Familie seiner Mutter vor, wurde von den deutschen Behörden jedoch als undeutsch abgelehnt. Vier Jahre später kam sein Bruder Klaus zur Welt. Die ersten Jahre lebte die Familie in einem Haus an der Klever Straße im Düsseldorfer Stadtteil Pempelfort.
1960 wurde der Vater Chefarzt am St.-Josefs-Hospital (heute St.-Clemens-Hospital) in Oberhausen-Sterkrade. Dort besuchte Wenders das Freiherr-vom-Stein-Gymnasium. Vorher hatte er das Schloss-Gymnasium in Düsseldorf-Benrath besucht. Er wollte bis zum 16. Lebensjahr Priester werden, was er unter dem Einfluss des Rock ’n’ Roll jedoch verwarf.
Populäre Musik wurde später ein wichtiges Gestaltungsmittel seiner Filme und besonders seiner Roadmovies. Für Wenders ist „ein Road-Movie ohne Musik praktisch undenkbar“. In seinen Dokumentarfilmen Buena Vista Social Club und Viel passiert – Der BAP Film nimmt Musik die Hauptrolle ein. Nach dem Abitur 1963 studierte er zunächst zwei Semester Medizin in München, dann ein Semester Philosophie in Freiburg und schließlich ein Semester Soziologie in Düsseldorf. Dann brach er seine Studien ab, um sich auf die Aquarellmalerei zu konzentrieren, mit der er sich bis dahin nur nebenbei befasst hatte. 1966 wechselte Wenders erneut Ort und Berufswunsch. Er zog nach Paris und bewarb sich am Institut des hautes études cinématographiques (IDHEC).
Da er dort abgelehnt wurde, arbeitete er als Radierer im Atelier des deutschen Künstlers Johnny Friedlaender in Montparnasse. Nebenbei ging er in die Cinémathèque française, wo er sich bis zu fünf Filme am Tag ansehen konnte. Nach einem Jahr hatte er über tausend Filme gesehen. Darüber hinaus sei, wie Wenders im Dokumentarfilm Wim Wenders, Desperado von 2020 erklärt, während er die Wirkungsstätten seiner Jugend aufsucht, der Kinosaal im Filminstitut beheizt gewesen, im Gegensatz zu seiner winzig kleinen Studentenwohnung in Paris. Wenders ließ der Kontemplation Taten folgen und machte in Düsseldorf ein dreimonatiges Praktikum bei United Artists. Die gleichgültige Behandlung der Filme dort schockierte ihn. Seine Frustration verarbeitete er mit dem Essay Verachten, was verkauft wird.
1967 wurde er an der gerade gegründeten Hochschule für Fernsehen und Film in München aufgenommen. Neben seinem Studium schrieb er Filmkritiken für die Zeitschriften FilmKritik, Twen und Der Spiegel sowie für die Süddeutsche Zeitung. 1970 drehte er den zweieinhalbstündigen Abschlussfilm Summer in the City auf 16-mm-Film und in Schwarzweiß. Kameramann war Robby Müller. Unüblich an dem Film war neben seiner Länge auch die Synchronisation der Stimmen in indirekter Rede, was wegen der Unachtsamkeit des Tonaufnehmers notwendig geworden war. Wegen der unautorisierten Übernahme von Musiktiteln kann der Film nicht verliehen werden, er wird nur auf Festivals gezeigt.

### Autorenfilm

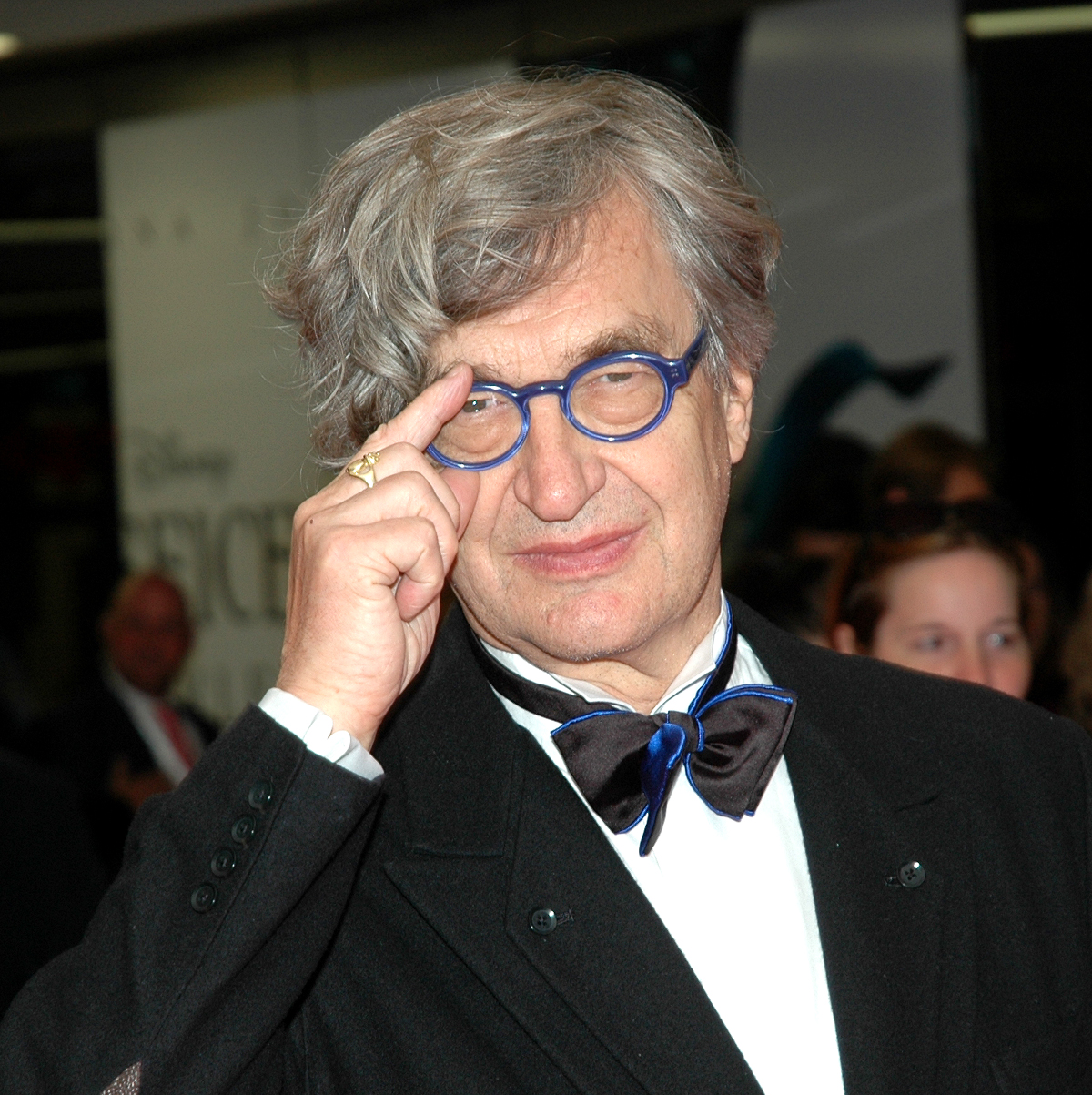
FilmFest München, 2014

1971 gründete Wenders mit anderen Autorenfilmern des Neuen Deutschen Films den Filmverlag der Autoren. Zu seinem Frühwerk zählen die Romanadaptionen Die Angst des Tormanns beim Elfmeter von Peter Handke und Der scharlachrote Buchstabe von Nathaniel Hawthorne. Letztere empfindet der Regisseur selbst als misslungen und hat aus dieser schmerzlichen Erfahrung gelernt, „nie mehr einen Film zu machen, bei dem ich nicht genau weiß, ob ich es überhaupt in mir habe, diese Geschichte zu erzählen“. Anschließend gelang ihm mit Alice in den Städten 1974 der künstlerische Durchbruch. Im Lauf der Zeit erhielt den internationalen Kritikerpreis der FIPRESCI-Jury in Cannes. Mit Der amerikanische Freund nach einer Vorlage von Patricia Highsmith wurde er auch in den USA bekannt. 1976 machte er sich mit einer eigenen Produktionsfirma unabhängig; mit der Road Movies Filmproduktion in Berlin produzierte er später auch Filme anderer Regisseure. In den frühen Filmen wie der Road-Movie-Trilogie Alice in den Städten, Falsche Bewegung und Im Lauf der Zeit stellen Züge einen zentralen Gegenstand der Handlung dar. Außerdem begeben sich die auftretenden Figuren in diesen Filmen auf ausgedehnte Spaziergänge, ob in der Abendsonne (Die linkshändige Frau) oder in hügeligen Weinbergen (Falsche Bewegung), um sich über das Leben und das Schreiben tiefschürfend zu unterhalten.

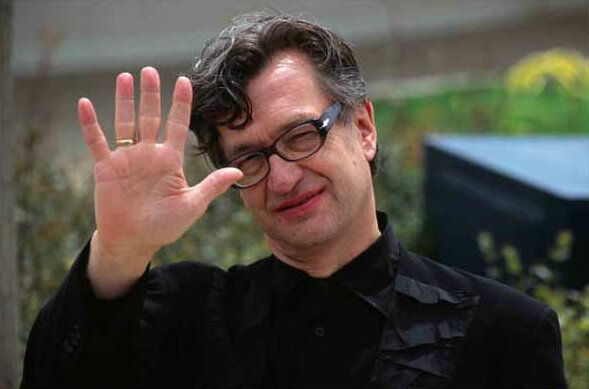
Filmfestival Cannes, 2002

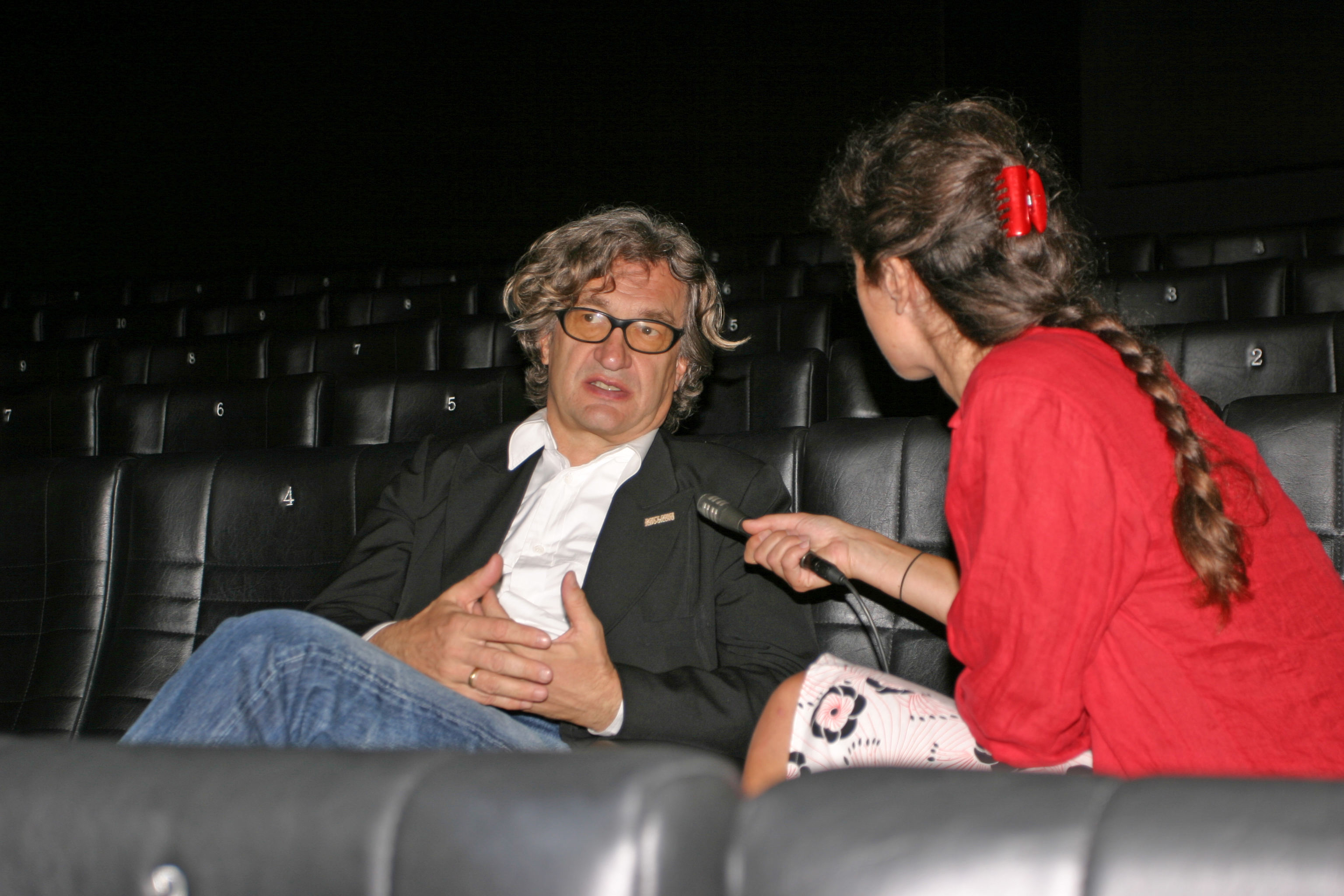
Wim Wenders in Basel, 2005

Auf Einladung von Francis Ford Coppola kam Wenders 1977 in die Vereinigten Staaten, um für dessen Produktionsfirma Zoetrope einen Film über den Krimiautor Dashiell Hammett zu drehen. Als junger Mensch haderte Wenders mit seiner deutschen Identität, was mit ein Grund war, weshalb er seinen Lebensmittelpunkt in die USA verlegte. Aufgrund von Streitigkeiten über das Drehbuch und die Besetzung verzögerte sich die Fertigstellung, erst 1982 kam Hammett ins Kino. In der Zwischenzeit drehte Wenders Nick’s Film – Lightning Over Water (1980), einen halbdokumentarischen Film über die letzten Monate des krebskranken Regisseurs Nicholas Ray. Der Film Der Stand der Dinge (1982) handelt von den Schwierigkeiten des Filmemachens, darin verarbeitete er so manchen selbst durchlebten Konflikt, dem er bei den Dreharbeiten zu Hammett ausgesetzt war.
Im selben Jahr inszenierte Wenders für die Salzburger Festspiele in der Felsenreitschule Über die Dörfer von Peter Handke.
Im 18-minütigen essayistischen Kurzdokumentarfilm Reverse Angle von 1982 erläutert Wenders, während er in einem Bildband des Malers blättert, welche Bedeutung Edward Hopper für ihn als Inspirationsquelle besitzt und die Parallelen zwischen Malerei und Filmemachen. Außerdem habe Wenders zur damaligen Zeit, wie er in dem Kurzdokumentarfilm schildert, über den Roman Meine Freunde (Mes Amis) des französischen Autors Emmanuel Bove „nach Tagen voller Blindheit den Sinn und die Lust am friedlichen Sehen“ wiederentdeckt.
Nach einer Vorlage von Sam Shepard erschien 1984 der Film Paris, Texas, der im selben Jahr bei den Internationalen Filmfestspielen von Cannes die Goldene Palme erhielt. Erst nach einem langwierigen Streit mit dem Filmverlag der Autoren über die Verleihrechte, der auch vor Gericht ausgetragen wurde, kam der Film 1985 schließlich in die deutschen Kinos. Zuvor konnte das deutsche Publikum den Film nur auf dem Festival Internationale Hofer Filmtage sehen, auf dem Wenders bereits seine ersten Werke gezeigt hatte und dem er seitdem die Treue hält. Neben Der Himmel über Berlin (1987) war Paris, Texas einer der kommerziell erfolgreichsten Filme von Wenders.
1989 begann Wenders mit den Dreharbeiten zu seinem ambitionierten Science-Fiction-Projekt Bis ans Ende der Welt. Bereits seit 1977 in Planung, wurde der Film nach anderthalbjährigen Dreharbeiten 1991 fertiggestellt. Die ursprüngliche 280-Minuten-Fassung, die für den Kinostart in Deutschland auf 180 und in den USA auf 158 Minuten gekürzt wurde, erhielt mittelmäßige Kritiken. Auch mit seinen nachfolgenden Filmen In weiter Ferne, so nah! (1993), Lisbon Story (1994), Am Ende der Gewalt (1997) und The Million Dollar Hotel (2000) konnte er nur teilweise an seine früheren Erfolge anknüpfen.
Ein Welterfolg wurde die Musiker-Dokumentation Buena Vista Social Club (1999), die eine Oscar-Nominierung und den Europäischen Filmpreis erhielt und ein Revival der kubanischen Son-Musik in Gang setzte.
Wim Wenders war 2003 eines der Gründungsmitglieder der Deutschen Filmakademie.
Er gilt als Freund der Düsseldorfer Band Die Toten Hosen. 2000 drehte er das Musikvideo zu Warum werde ich nicht satt? aus dem Album Unsterblich. 2004 beteiligte sich die Band am Soundtrack zu Land of Plenty mit dem Lied Stand up!.

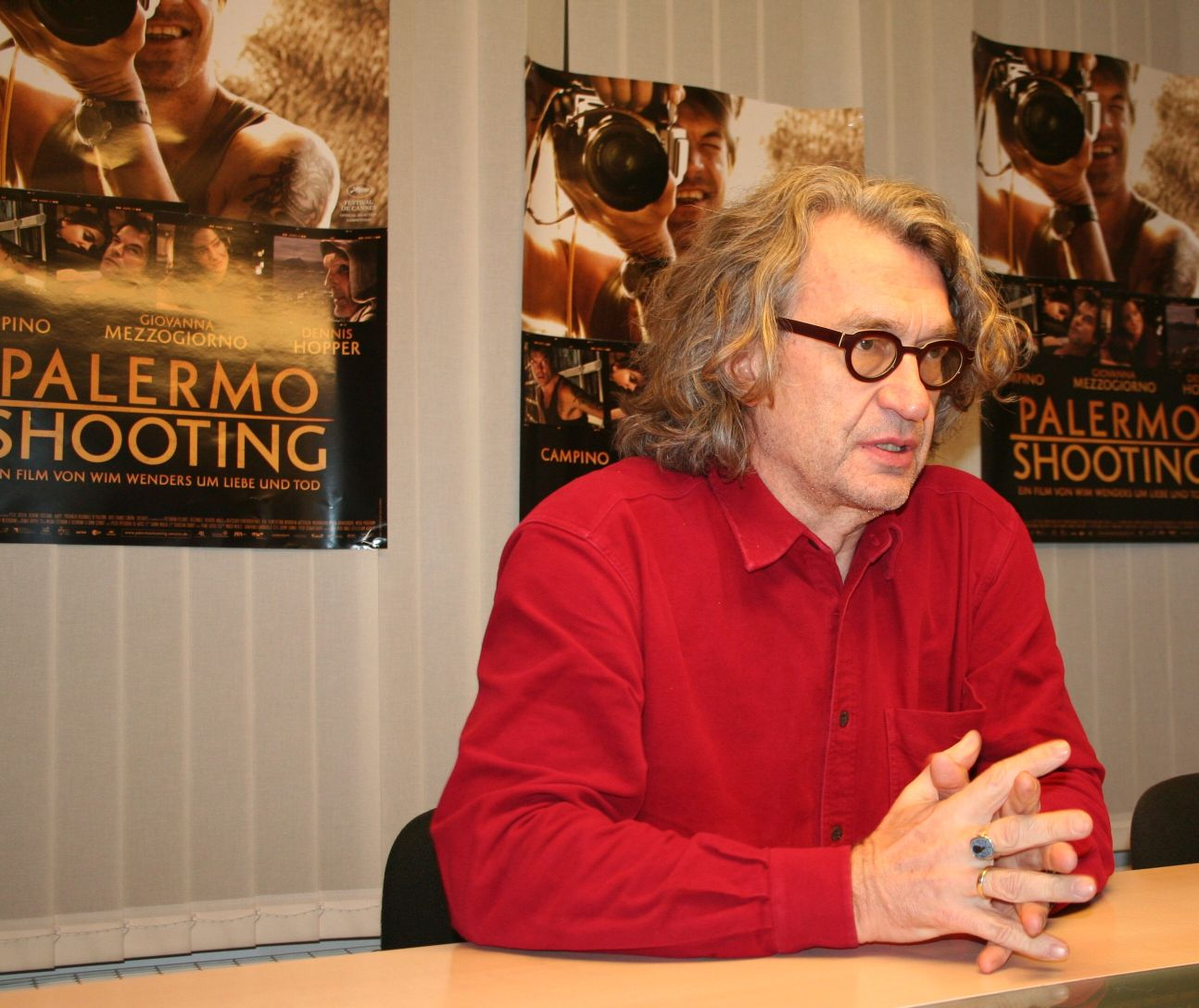
Bei der Vorstellung seines Films Palermo Shooting, 2008

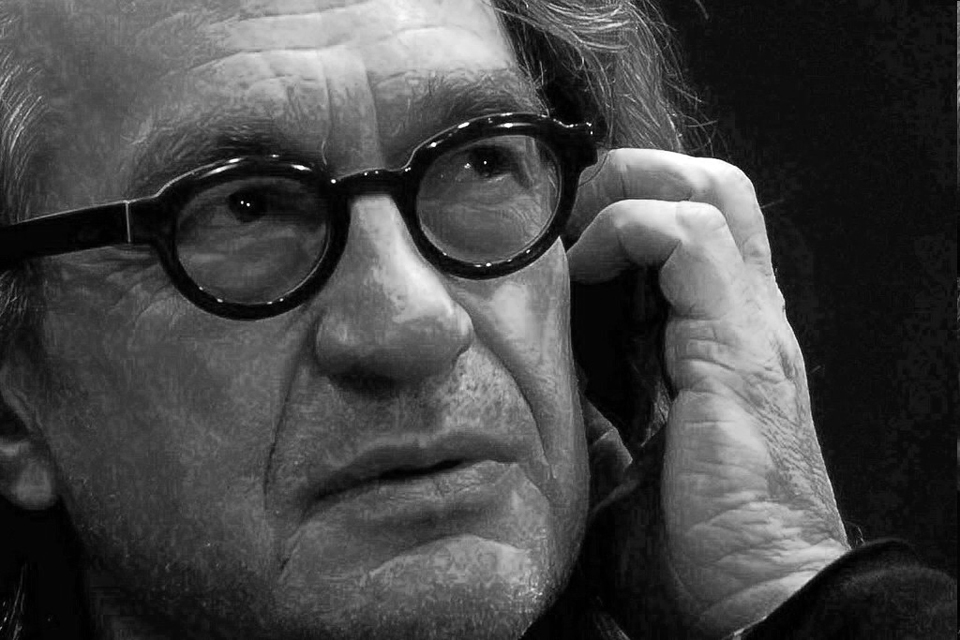
Wenders, 2008

2008 war Wenders mit dem Spielfilm Palermo Shooting bereits zum neunten Mal im Wettbewerb der Filmfestspiele von Cannes vertreten. In dem Drama spielen Campino, Dennis Hopper und Giovanna Mezzogiorno die Hauptrollen.
Der Tanz-Film Pina, eine Hommage an die Choreografin Pina Bausch und ihr Tanztheater Wuppertal, war Wenders’ erster 3D-Film. Der Film war 2012 für den Oscar als beste Dokumentation nominiert. Premiere hatte er im Februar 2011 auf der 61. Berlinale, er lief dort im Wettbewerbsprogramm außer Konkurrenz. Im selben Jahr gab es für Pina den Deutschen Filmpreis in der Kategorie Bester Dokumentarfilm, während Wenders als bester Regisseur nominiert war.
Bei den 65. Internationalen Filmfestspielen von Berlin 2015 war Wenders mit seinem neuen Film Every Thing Will Be Fine im Wettbewerb außer Konkurrenz vertreten. Das stille Drama war sein erster Spielfilm in 3D. Bei den Dreharbeiten für den Dokumentarfilm Pina hatte er gemerkt, dass durch diese Technik die Präsenz der Darsteller gesteigert werden könne, weswegen er sie auch bei einem Spielfilm verwendet habe.
Das Salz der Erde wurde 2014 und 2015 mit einigen Preisen ausgezeichnet, darunter der Spezialpreis in der Sektion Un Certain Regard bei den Internationalen Filmfestspielen von Cannes 2014. Außerdem gewann der Film einen César als Bester Dokumentarfilm. Am 15. Januar 2015 nominierte die US-Filmakademie Das Salz der Erde für einen Oscar als besten Dokumentarfilm.
Wenders führte am 8. Dezember 2015 Regie bei der Direktübertragung der Eröffnungsfeierlichkeiten des außerordentlichen Heiligen Jahres der Barmherzigkeit vom Petersplatz und dem Petersdom mit der Öffnung der Heiligen Pforte. Die in der Verantwortung des Vatikanischen Fernsehens stehende Übertragung wurde von Fernsehstationen in aller Welt übernommen.
Nach 3 Amerikanische LP's (1969), Die Angst des Tormanns beim Elfmeter (1971), Falsche Bewegung (1975) und Der Himmel über Berlin (1987) folgte mit Die schönen Tage von Aranjuez (2016) die fünfte Zusammenarbeit von Peter Handke und Wim Wenders. Der Film, auf Französisch mit Reda Kateb und Sophie Semin gedreht, hatte im Wettbewerb der 73. Internationalen Filmfestspielen von Venedig am 1. September 2016 seine Weltpremiere. 2016 verfilmte Wenders Submergence nach der gleichnamigen Liebesgeschichte von Jonathan M. Ledgard.
2020 begann Wim Wenders mit den Dreharbeiten zu einem Dokumentarfilm über den Architekten Peter Zumthor.
Im Jahr 2023 wurden seine Filme Anselm – Das Rauschen der Zeit und Perfect Days in die offizielle Auswahl des 76. Filmfestivals von Cannes aufgenommen. Während der 3D-Dokumentarfilm über den Künstler Anselm Kiefer als Sondervorführung ins Programm aufgenommen wurde, gelangte er mit letztgenannten Spielfilm zum zehnten Mal in den Wettbewerb um die Goldene Palme und gewann den Darstellerpreis. Ein Jahr später erhielt das Werk eine Oscar-Nominierung als bester Internationaler Film für Japan zuerkannt.

### Lehrtätigkeiten
Seit 1993 hat Wenders eine Honorarprofessur an der Hochschule für Fernsehen und Film (HFF) in München.
Ab 2002 lehrte er an der Hochschule für Bildende Künste in Hamburg. Nach dem Sommersemester 2017 beendete er seine Professur.

### Engagement
Wenders unterstützte die Aktion Deine Stimme gegen Armut und kündigte im Juni 2007 als Redner bei dem G8-Konzert die Toten Hosen an.
Im Herbst 2012 gründete Wim Wenders die Wim-Wenders-Stiftung in Düsseldorf. Damit wurde ein rechtlich verbindlicher Rahmen geschaffen, um das filmische, fotografische, literarische und künstlerische Lebenswerk von Wim Wenders zusammenzuführen und es für die Öffentlichkeit dauerhaft zugänglich zu machen. Ein weiterer Aspekt der Stiftungsarbeit ist die Förderung filmischer Erzählkunst. In Zusammenarbeit mit der Wim-Wenders-Stiftung schreibt die Film- und Medienstiftung NRW seit 2014 einmal jährlich das Wim-Wenders-Stipendium aus. Damit sollen junge Filmemacher unterstützt werden.
In einem offenen Brief an den russischen Präsidenten Wladimir Putin plädierte Wenders zusammen mit anderen Mitgliedern der Europäischen Filmakademie für die Freilassung des inhaftierten ukrainischen Filmemachers Oleh Senzow.

### Sonstiges
Im Juni 2017 debütierte Wenders mit seiner ersten Operninszenierung am Berliner Schillertheater, des Ersatzhauses der Staatsoper während ihrer Renovierung. Berliner Staatsoper. Wenders wählte sich als Musikdrama Georges Bizets „Les pêcheurs de perles“ (Die Perlenfischer) aus. Während einer Schaffenskrise 1978 in San Francisco hatte er die Arie des Nadir täglich in einer Bar mit einer Opernmusik-Jukebox gehört und war davon tief berührt und getröstet gewesen.
Für die FAZ fotografierte er 2024 die Holocaust-Überlebende Margot Friedländer im Denkmal für die ermordeten Juden Europas in Berlin als 100. Beitrag der Kampagne ”Dahinter steckt immer ein kluger Kopf”.
Aus Anlass seines 75. Geburtstags am 14. August 2020 drehten Filmemacher Eric Friedler und Campino den Dokumentarfilm Wim Wenders, Desperado über Wenders und sein jahrzehntelanges Schaffen. In dem Dokumentarfilm äußern sich Patti Smith, Andie MacDowell, Werner Herzog und Francis Ford Coppola über Wenders.
Im schwarzweißen Musikvideo zu dem Song Milano Non È L’America der italienischen Rockband Timoria von 1990 sind Filmaufnahmen mit Wim Wenders zu sehen, wie er zum Beispiel Schach spielt.

### Ehrungen
1989 war Wenders Vorsitzender der Jury der Internationalen Filmfestspiele von Cannes. Im August 2008 hatte er den Juryvorsitz bei den 65. Internationalen Filmfestspielen von Venedig.
2005 wurde Wim Wenders als erster Filmschaffender überhaupt Träger des Ordens Pour le Mérite, dessen Anzahl auf 80 Mitglieder beschränkt ist.
Im August 2014 erhielt Wenders für sein „genreübergreifendes und vielseitiges Werk als Filmemacher, Fotograf und Autor“ den Goldenen Ehrenbären der 65. Internationalen Filmfestspiele von Berlin 2015. Diese Ehrung war mit einer „Hommage“ aus zehn seiner Spiel- und Dokumentarfilme verbunden, die bei der Berlinale 2015 gezeigt wurde.
In seiner Geburtsstadt Düsseldorf wurde 2018 ein Gymnasium nach ihm benannt.
Für sein Lebenswerk wurde er zum Düsseldorfer des Jahres 2020 gewählt.

### Privatleben
Der Schriftsteller Peter Handke zählt zu Wenders’ frühesten Freunden. Er lernte Handke während seiner Studienzeit nach einer Aufführung von dessen Stück Publikumsbeschimpfung im Theater von Oberhausen kennen. Beide Künstler inspirierten sich gegenseitig und arbeiteten bei mehreren Filmen zusammen, beginnend mit dem zehnminütigen Musikfilm 3 Amerikanische LP’s [sic!] (1969) und Die Angst des Tormanns beim Elfmeter (1971).
Wenders ist in dritter Ehe verheiratet. Seine beiden ersten Ehepartnerinnen waren die Schauspielerin Edda Köchl (verheiratet 1968–1974) und die Sängerin Ronee Blakley (verheiratet 1979–1981). Außerdem hatte er Beziehungen mit den Schauspielerinnen Lisa Kreuzer und Solveig Dommartin. Seit 1993 ist er mit der Fotografin Donata Wenders verheiratet, mit der er vorübergehend vorwiegend in Los Angeles und in einer Zweitwohnung in Berlin lebte. Seit 2020 hat Wenders seinen Hauptwohnsitz in der Uckermark gewählt.
Obwohl Wenders gern Kinder gehabt hätte, blieb ihm dies aufgrund seiner Unfruchtbarkeit, die durch eine Krankheit in den Nachkriegsjahren entstand, verwehrt.
Wim Wenders wuchs römisch-katholisch auf, trat jedoch nach eigenen Angaben 1968 aus der Kirche aus und konvertierte in den 1980er Jahren zum Protestantismus. Er bezeichnet sich als „ökumenischen Christen“.

## Arbeitsweise
Wim Wenders dreht sowohl Spiel- als auch Dokumentarfilme. In seinen Anfängen als Filmemacher war Wenders „ein reiner Bildermacher. Ich wollte eigentlich ursprünglich Maler werden. Ich habe meine ersten Kurzfilme sozusagen als Fortsetzung der Malerei mit anderen Mitteln gesehen.“ Erst „im Lauf der Zeit“ entwickelte er sich „immer mehr zu einem Erzähler“. Ein weiterer wichtiger Einfluss war für ihn das US-amerikanische Kino, doch erst während seines 15-jährigen Aufenthaltes in den USA wurde ihm bewusst, dass „meine Welt wirklich mehr das europäische Kino war“.
Wenders sieht sich in erster Linie als „der Reisende und dann erst Regisseur oder Fotograf“. Das Unterwegssein war er von Kindheit an gewohnt und lernte es zu lieben, daher wurde für ihn das Roadmovie zum Medium seiner Wahl und zum Namen seiner beiden Filmproduktionsfirmen. Da er nicht ohne Musik auf Reisen ging, bilden Bewegung, intensiv wahrgenommene Bilder und Musik die Grundlage für seine Filme. Das Unterwegssein prägte auch seine Faszination für Landschaften und Orte, für deren Merkmale und Besonderheit Wenders sich besonders interessiert. In diesem Zusammenhang spricht Wenders oft vom Ortssinn, das Bedeutungspotential von Landschaften und Orten: „Wir schulden ihnen Respekt, denn sie haben eine tiefere Bedeutung für uns als nur schlicht vorhanden zu sein. Sie begleiten uns stumm. Sie formen unser Leben und unsere Geschichte. Sie sind unsere Bühne.“ In Bezug auf seinen Filmklassiker Paris, Texas von 1984 kann Wenders kaum erklären, wie dieses Projekt zu einem fertigen Abschluss kam, da sein Team und er damals ohne konventionelles Drehbuch arbeiteten und stattdessen mit Risikofreude intuitiv und jeden Drehtag aufs Neue spontan die Filmhandlung weiterdachten. Aus finanziellen Gründen musste Wim Wenders mitten in den Dreharbeiten von Paris, Texas eine Woche lang mit einem verkleinerten Filmteam arbeiten, das lediglich aus Kamera- und Tonmann bestand, ohne Ausstatter und Beleuchter, weshalb das Team unentwegt bangte, dass das Filmprojekt vielleicht abgebrochen werden muss, bis wieder frisches Geld aus Deutschland in die USA überwiesen wurde. Die etlichen Unterbrechungen nutzte Wenders dafür, an der Geschichte von Paris, Texas weiterzuschreiben. Trotz des steigenden Drucks auf seine Person habe Wim Wenders, wie sich Kameramann Robby Müller in dem Dokumentarfilm Wim Wenders, Desperado von 2020 erinnert, diesen nie an seine Mitarbeiter weitergegeben, sondern blieb stets von ausgeglichener Ruhe beseelt. Von der freien Arbeitsweise von Wenders war Regisseur Francis Ford Coppola, mit dem Wenders zwischen 1978 und 1982 den Kriminalfilm Hammett realisierte, anfangs tief irritiert, als Wenders in das bereits abgenommene Drehbuch kurzerhand ohne Rücksprache weitere neue Figuren einbaute. Darum musste sich Wenders stellenweise an die stringente und kalkuliertere Arbeitsweise von Produzent Coppola anpassen. Nach inhaltlichen Konflikten zwischen Wenders und Coppola kam hinterher bezogen auf Hammett ein völlig anderer Spielfilm heraus als ursprünglich geplant.
Als Filmemacher ist er immer für alle technischen Neuerungen offen geblieben, in jüngster Zeit gegenüber dem digitalen Kino, so dass er nach dem 3D-Dokumentarfilm Pina (2011) auch seinen ersten 3D-Spielfilm Every Thing Will Be Fine (2015) gedreht hat. In seinen fotografischen Arbeiten blieb er dagegen dem analogen Medium treu und wurde darüber hinaus ein Verfechter der Analogfotografie. In dem Dokumentarfilm Wim Wenders, Desperado kann man sehen, wie Filmemacher Wenders während der Dreharbeiten zum Kurzfilm Two or Three Things I Know about Edward Hopper auf einem Bürgersteig aus der Haut fährt und ruft, da ein von ihm dirigierter Oldtimer vor der Kamera nicht die Straße entlangfährt, wie es sich Regisseur Wenders vorstellte. Solche emotionalen Ausbrüche während der Arbeit seien in den letzten Jahren häufiger vorgekommen, entsprächen jedoch, wie seine Ehefrau Donata Wenders im Dokumentarfilm versichert, nicht dem eigentlichen Wesen von Wim Wenders.

## Filmografie
- 1967: Schauplätze (Kurzfilm, gilt als verschollen)
- 1968: Same Player Shoots Again (Kurzfilm)
- 1968: Victor I. (Kurzfilm)
- 1968: Klappenfilm (Kurzfilm)
- 1968: Silver City Revisited (Kurzdokumentarfilm des Stadtbilds von München mit tonlosen Konzertaufnahmen der Rolling Stones)
- 1969: Polizeifilm (Fernsehkurzfilm)
- 1969: Alabama (2000 Light Years) (Kurzfilm)
- 1969: Drei amerikanische LPs (Fernsehkurzfilm, mit Peter Handke)
- 1970: Summer in the City
- 1972: Die Angst des Tormanns beim Elfmeter
- 1973: Der scharlachrote Buchstabe
- 1974: Alice in den Städten
- 1975: Falsche Bewegung
- 1976: Im Lauf der Zeit
- 1977: Der amerikanische Freund
- 1977: Ein Haus für uns (Fernsehserie, Folgen: Aus der Familie der Panzerechsen und Die Insel)
- 1978: Die linkshändige Frau (Produzent)
- 1980: Nick’s Film – Lightning Over Water
- 1982: Hammett
- 1982: Chambre 666 (Fernsehfilm)
- 1982: Der Stand der Dinge
- 1982: Reverse Angle (Fernsehfilm)
- 1984: Paris, Texas
- 1984: I played It for You
- 1985: Tokyo-Ga
- 1987: Der Himmel über Berlin
- 1989: Aufzeichnungen zu Kleidern und Städten (über den japanischen Modeschöpfer Yōji Yamamoto)
- 1990: Red Hot and Blue
- 1991: Bis ans Ende der Welt
- 1992: Arisha, der Bär und der steinerne Ring (Kurzfilm)
- 1993: In weiter Ferne, so nah!
- 1994: Lisbon Story
- 1995: Jenseits der Wolken (zusammen mit Michelangelo Antonioni)
- 1995: Die Gebrüder Skladanowsky
- 1997: Am Ende der Gewalt
- 1998: Willie Nelson at the Teatro
- 1999: Buena Vista Social Club
- 2000: Un matin partout dans le monde
- 2000: The Million Dollar Hotel
- 2002: Viel passiert – Der BAP Film
- 2002: Ten Minutes Older: The Trumpet (Episodenfilm – eine Folge)
- 2002: U2: The Best of 1990–2000
- 2003: Other Side of the Road
- 2003: The Soul of a Man
- 2004: Land of Plenty
- 2004: Edgar G. Ulmer – Der Mann im Off (Dokumentarfilm, als Mitwirkender)
- 2005: Don’t Come Knocking
- 2007: Invisible Crimes
- 2007: War in Peace
- 2008: Palermo Shooting
- 2008: Person to Person
- 2009: Il Volo (Kurzfilm)
- 2010: Kampagne gegen Missbrauch „Sprechen hilft!“ (Kurzfilm)
- 2010: If Buildings Could Talk (3D-Dokumentarkurzfilm über das Rolex Learning Center)
- 2011: Pina (3D-Dokumentarfilm)
- 2012: Ver ou Não Ver
- 2014: Cathedrals of Culture: The Berlin Philharmonic (3D-Kompilationsfilm)
- 2014: Das Salz der Erde (Dokumentarfilm)
- 2015: Every Thing Will Be Fine (3D-Spielfilm)
- 2015: Direktübertragung der Eröffnungsfeierlichkeiten des außerordentlichen Heiligen Jahres der Barmherzigkeit (Regie)[18]
- 2016: Die schönen Tage von Aranjuez (Les beaux jours d’Aranjuez, 3D-Spielfilm)
- 2017: Grenzenlos (Submergence)
- 2018: Papst Franziskus – Ein Mann seines Wortes (Pope Francis: A Man of His Word, Dokumentarfilm)
- 2020: Two or Three Things I Know about Edward Hopper (Kurzfilm)[47]
- 2020: Veränderung (Kurzfilm)[48]
- 2023: Anselm – Das Rauschen der Zeit (3D-Dokumentarfilm)
- 2023: Perfect Days
- 2023: Some Body Comes Into the Light (Kurzfilm)
- 2023: Fedrelandet (Produzent)
- 2023: German Genius (Fernsehserie)
- 2025: Die Schlüssel zur Freiheit (Kurzfilm)

## Filmpreise
- 1975: Preis der deutschen Filmkritik für Alice in den Städten
- 1975: Filmband in Gold für Falsche Bewegung
- 1976: Internationale Filmfestspiele von Cannes – FIPRESCI-Preis für Im Lauf der Zeit
- 1978: Filmband in Gold (Regie), Filmband in Silber (Produktion) für Der amerikanische Freund
- 1981: Filmband in Silber (Produktion) für Nick’s Film – Lightning Over Water
- 1982: Internationale Filmfestspiele von Venedig: Goldener Löwe für Der Stand der Dinge
- 1983: Filmband in Gold (Kamera) für Der Stand der Dinge
- 1983: Filmband in Silber (Produktion) für Der Stand der Dinge
- 1984: Internationale Filmfestspiele von Cannes – Goldene Palme, Preis der Ökumenischen Jury und FIPRESCI-Preis für Paris, Texas
- 1985: British Academy Film Award in der Kategorie Beste Regie für Paris, Texas
- 1985: Bodil-Award in der Kategorie Bester europäischer Film für Paris, Texas
- 1985: David di Donatello – René Clair Award für Paris, Texas
- 1985: Filmband in Silber (Produktion) für Paris, Texas
- 1987: Internationale Filmfestspiele von Cannes – Beste Regie für Der Himmel über Berlin
- 1988: Europäischer Filmpreis – Beste Regie für Der Himmel über Berlin
- 1988: Filmband in Gold (Produktion) für Der Himmel über Berlin
- 1989: Independent Spirit Awards – Bester ausländischer Film für Der Himmel über Berlin
- 1992: Filmpreis der Stadt Hof[49]
- 1993: Internationale Filmfestspiele von Cannes – Großer Preis der Jury für In weiter Ferne, so nah!
- 1994: Bayerischer Filmpreis (Regie) für In weiter Ferne, so nah!
- 1998: Filmband in Gold (Regie) für Am Ende der Gewalt
- 1999: Europäischer Filmpreis – Bester Dokumentarfilm für Buena Vista Social Club
- 2000: Oscar-Nominierung in der Kategorie Bester Dokumentarfilm für Buena Vista Social Club
- 2000: Goldene Kamera – Bester nationaler Film für Buena Vista Social Club
- 2000: Silberner Bär der Berlinale für The Million Dollar Hotel
- 2011: Deutscher Filmpreis – Bester Dokumentarfilm für Pina
- 2011: Deutscher Dokumentarfilmpreis für Pina
- 2012: Oscar-Nominierung in der Kategorie Bester Dokumentarfilm für Pina
- 2014: Internationale Filmfestspiele von Cannes – Spezialpreis der Jury in der Sektion Un Certain Regard für The Salt of the Earth
- 2014: Hans-Vogt-Filmpreis
- 2015: Goldener Ehrenbär der Berlinale
- 2015: César in der Kategorie Bester Dokumentarfilm für Das Salz der Erde
- 2015: Oscar-Nominierung für Das Salz der Erde
- 2024: Oscar-Nominierung für Perfect Days
- 2024: Japan Academy Film Prize: Best Director für Perfect Days
- 2024: European Film Academy: Lifetime Achievement Award[50]

## Ehrungen
- 1977: Deutscher Kritikerpreis

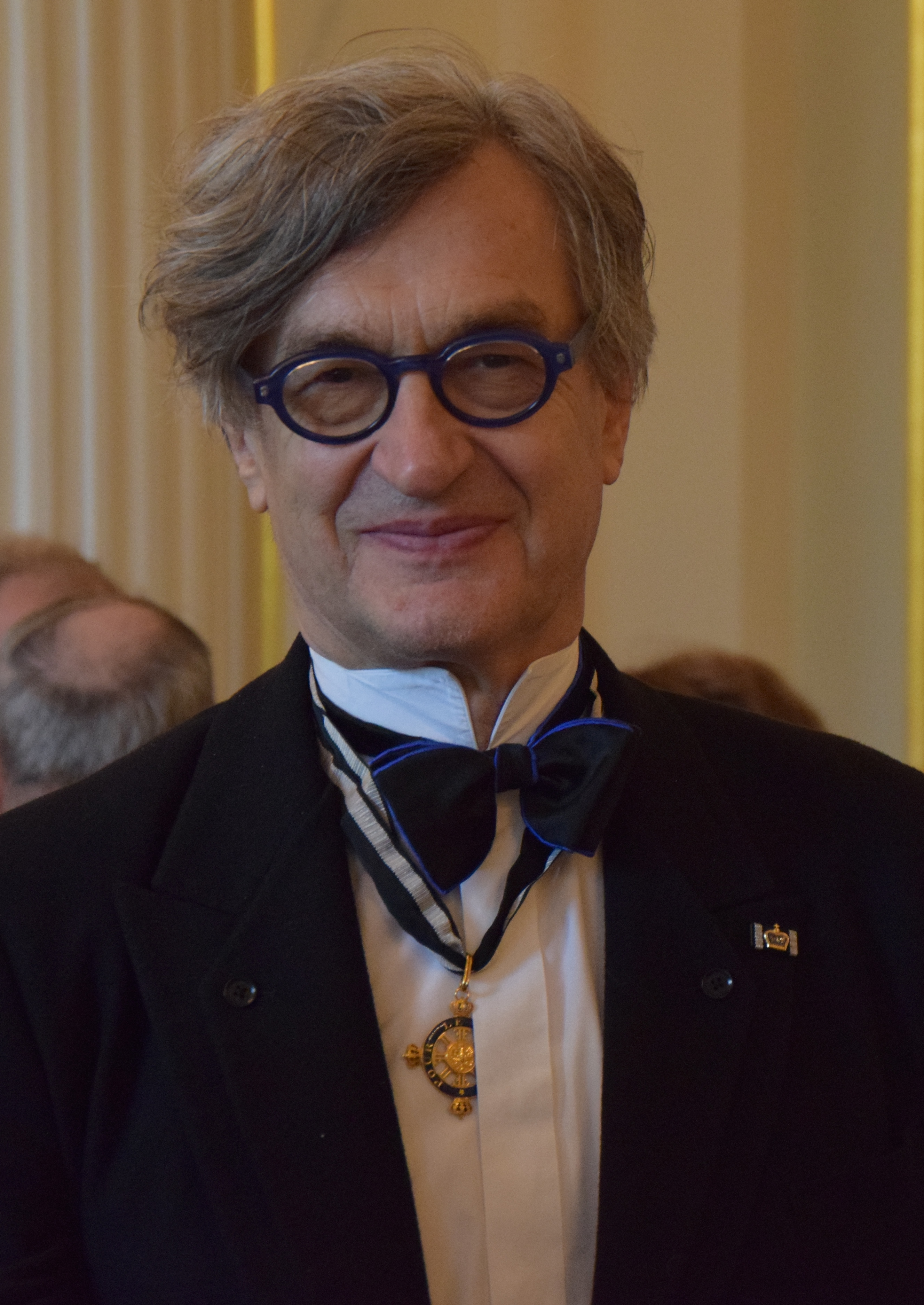
2014 mit dem Orden Pour le Mérite

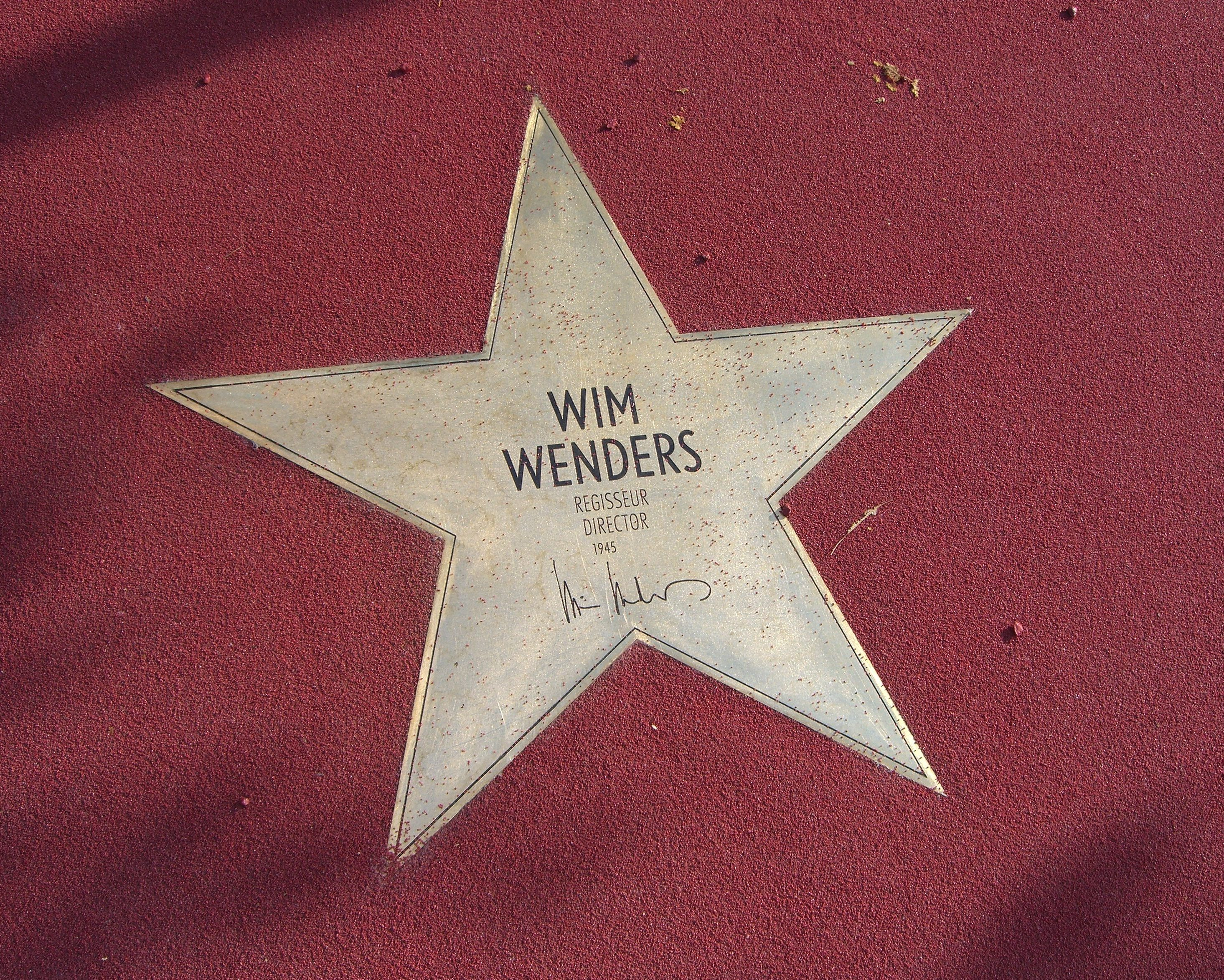
Stern von Wim Wenders auf dem Boulevard der Stars in Berlin

- 1989: Ehrendoktorwürde der Universität Sorbonne
- 1990: Verdienstkreuz 1. Klasse
- 1995: Ehrendoktorwürde der Theologischen Fakultät der Universität Freiburg (Schweiz)
- 2004: Verdienstorden des Landes Nordrhein-Westfalen
- 2004: Helmut-Käutner-Preis der Stadt Düsseldorf
- 2004: Premio Robert Bresson
- 2004: Master of Cinema Award des Internationalen Filmfestivals Mannheim-Heidelberg.
- 2005: Ehrendoktorwürde der katholischen Universität Löwen (Belgien)
- 2005: Pour le mérite für Wissenschaft und Künste [29]
- 2006: Großes Verdienstkreuz mit Stern
- 2008: Sergei-Paradschanow-Gedenktaler für das Lebenswerk auf dem Filmfestival „Goldene Aprikose“
- 2010: Stern auf dem Boulevard der Stars in Berlin
- 2010: Herbert-Strate-Preis der Filmstiftung Nordrhein-Westfalen und der HDF Kino e. V.
- 2012: Bayerischer Filmpreis, Ehrenpreis des Ministerpräsidenten[51]
- 2012: Ehrenring der Stadt Wuppertal
- 2015: Goldener Ehrenbär der Berlinale [52]
- 2015: Verdienstorden des Landes Berlin
- 2016: Kulturpreis der Sparkassen-Kulturstiftung Rheinland
- 2016: Max-Herrmann-Preis des Vereins der Freunde der Staatsbibliothek zu Berlin
- 2017: Douglas Sirk Preis
- 2017: Hans-Ehrenberg-Preis
- 2017: Helena Vaz da Silva European Award von Europa Nostra.[53]
- 2018: Zurich Film Festival – A Tribute to … Award[54]
- 2018: Menschen in Europa-Award[55]
- 2019: Erster Ehrenpreis für den Film über Papst Franziskus, Kirchliches Filmfestival Recklinghausen[56][57]
- 2021: Filmfestival Max Ophüls Preis – Ehrenpreis[58]
- 2021: Sarajevo Film Festival – Preis für Lebenswerk[59]
- 2022: Praemium Imperiale in der Kategorie Theater/Film, Japan Art Association[60]
- 2023: Prix Lumières des Filmfestivals Lumière in Lyon[61]
- 2024: Berliner Bär (B.Z.-Kulturpreis)[62]
- 2024: Europäische Filmakademie – Preis für ein Lebenswerk[63]
- 2024: Julius Posener Preis – Deutscher Werkbund[64]
- 2025: Internationaler Antonio-Feltrinelli-Preis

## Ausstellungen (Auswahl)
- 2001: Bilder von der Oberfläche der Erde / Pictures from the Surface of the Earth. Hamburger Bahnhof, Berlin.[65]
- 2010: Places, strange and quiet. Museu de Arte de São Paulo, São Paulo
- 2012: Places, strange and quiet. Sammlung Falckenberg, Hamburg
- 2013: Wim Wenders Photographs. Fundación Sorigué, Lleida.[66]
- 2014: Places, strange and quiet. Kunstforeningen, GL Strand, Kopenhagen
- 2015: Wim Wenders. America. Kuratiert von Anna Bernardini, Villa Menafoglio Litta Panza, Varese, 16. Januar – 29. März 2015.[67]
- 2015: 4Real & True2. Wim Wenders. Photographien. Landschaften. Kuratiert von Beat Wismer, Museum Kunstpalast, Düsseldorf
- 2015: time capsules. by the side of the road. Wim Wenders’ recent photographs. BlainSouthern, Berlin.[68]
- 2015: In broad daylight even the sounds shine. Wim Wenders scouting in Portugal. Kuratiert von Anna Duque y González de Durana und Laura Schmidt, Reservatório da Mãe d'Água das Amoreiras, Lissabon.[69]
- 2016: Der Raum zwischen den Personen kann die Decke tragen. Sammlung Ivo Wessel, Weserburg Museum für moderne Kunst, Bremen.
- 2017: Instant Stories. Wim Wenders’ Polaroids. The Photographers’ Gallery London.
- 2018: Wim Wenders. Early Works 1964-1984. Blain|Southern London.
- 2018: Leiko Ikemura im Dialog mit Donata und Wim Wenders, Stiftung Brandenburger Tor/ Max Liebermann Haus, Berlin.[70]
- 2018: Wim Wenders. Sofort Bilder. Kuratiert von Felix Hoffmann und Anna Duque y González, C/O Berlin, Berlin.[71]
- 2019: Wim Wenders. Frühe Photographie 60er-80er Jahre. Kuratiert von Anna Duque y González, Filmarchiv Austria im Metro Kino Kulturhaus, Wien.[72][73]
- 2019: (E)Motion. Installation Cinématographique Monumentale. Grand Palais, Paris
- 2023: Two or three things I know about Edward Hopper. Galerie Bastian, Berlin
- 2025/26: W.I.M. Die Kunst des Sehens, Kunst- und Ausstellungshalle der Bundesrepublik Deutschland, Bonn

## Publikationen
In chronologischer Reihenfolge.
- Tokyo Ga. Ein Reisetagebuch. Verlag der Autoren 1985; Galrev-Verlag 1986, ISBN 3-925230-02-5, 63 S., 9 farbige und 1 s/w Fototafeln.
- Written in the West. Photographien aus dem amerikanischen Westen. Schirmer/Mosel, München 1987, ISBN 3-88814-800-6, 100 S., 62 farbige Tafeln.
- mit Peter Handke: Der Himmel über Berlin. Ein Filmbuch. 1. Auflage, 1987; 10. Auflage, Suhrkamp, Frankfurt a. M. 2005, ISBN 3-518-02406-X, 172 S.
- Michael Töteberg (Hrsg.): Die Logik der Bilder. Essays und Gespräche. Verlag der Autoren, Frankfurt a. M. 1988, 152 S., ISBN 3-88661-094-2.
- Peter-Klaus Schuster (Hrsg.): Bilder von der Oberfläche der Erde. Schirmer/Mosel, München 2001, ISBN 3-8296-0029-1, 136 S., 24 Panoramen, 32 farbige Tafeln, gebunden.
- Laura Schmidt und Matt Watkins (Hrsg.): Places, strange and quiet. Hatje-Cantz-Verlag, Ostfildern 2011, ISBN 978-3-7757-3148-5.
- 4 Real & True 2. Wim Wenders. Landschaften. Photographien. Schirmer/Mosel, München 2015, ISBN 978-3-8296-0696-7.[74] Ausstellungskatalog zur Ausstellung im Museum Kunstpalast, Ehrenhof, April 2015.
- Annette Reschke (Hrsg.): Wim Wenders: Die Pixel des Paul Cézanne und andere Blicke auf Künstler. Verlag der Autoren, Frankfurt a. M. 2015, ISBN 978-3-88661-369-4.

### Film
- Volker Behrens (Hrsg.): Man of Plenty – Wim Wenders. Schüren Verlag, Hamburg 2005, ISBN 3-89472-407-2.
- Peter Buchka: Augen kann man nicht kaufen. Wim Wenders und seine Filme. Hanser, München 1983, 140 S., 185 Abb., ISBN 3-446-13104-3.
- Horst Fleig: Wim Wenders. Hermetische Filmsprache und Fortschreiben antiker Mythologie. transcript, Bielefeld 2005, 310 S., zahlr. Abb., ISBN 3-89942-385-2.
- Jörn Glasenapp: Wim Wenders (= Film-Konzepte, Bd. 50). Edition text + kritik, München 2018. ISBN 978-3-86916-655-1.
- Jörn Glasenapp (Hg.): Kontinuität im Wandel. Begegnungen mit dem Filmemacher Wim Wenders. Edition text + kritik, München 2021. ISBN 978-3-96707-562-5.
- Norbert Grob: Wenders. Edition Filme, Berlin 1991. ISBN 3-89166-130-4.
- Robert Phillip Kolker, Peter Beicken: The Films of Wim Wenders. Cinema as Vision and Desire. Cambridge University Press 1993, 198 S., ISBN 0-521-38976-3.
- Thomas Kroll: Der Himmel über Berlin – Säkulare Mystagogie? Wim Wenders’ Spielfilm als Herausforderung für die Praktische Theologie. LIT, Münster 2008, 712 S., ISBN 3-8258-7322-6.
- Dinara Maglakelidze: Wandern durch Deutschland auf der Suche nach Identität, Einklang mit der Tradition. In: Nationale Identitäten in den westdeutschen und georgischen Autorenfilmen. VDM-Verlag, Saarbrücken 2008, ISBN 978-3-8364-9006-1, S. 86–92, 97–100.
- Simone Malaguti: Wim Wenders’ Filme und ihre intermediale Beziehung zur Literatur Peter Handkes. Peter Lang, Frankfurt am Main 2008, ISBN 978-3-631-58064-6.
- Laura Schmidt, Wim Wenders, Donata Wenders (Hrsg.): pina. The Film and the Dancers. Schirmer/Mosel-Verlag, München 2012, ISBN 978-3-8296-0623-3.
- Peter Schwartzkopff (Hrsg.): Sam Shepard und Wim Wenders: Don’t Come Knocking. Das Buch zum Film. Mit Fotos von Wim und Donata Wenders, Schwartzkopff Buchwerke, Berlin 2005, ISBN 3-937738-39-8.
- Sebastiano Toma: Der Himmel über Berlin. Graphic Novel, Jacoby & Stuart, Berlin 2015, 200 S., zahlr. Abb., ISBN 978-3-942787-53-6.
- Michael Wedel: Kreuzungen und Kollisionen: Wim Wenders’ Polizeifilm. In: Hermann Kappelhoff, Christine Lötscher, Daniel Illger (Hg.): Filmische Seitenblicke: Cinepoetische Exkursionen ins Kino von 1968. Berlin: De Gruyter 2018 (Cinepoetics 7), S. 69–86.
- Wim Wenders: Die Zeit mit Antonioni. Chronik eines Films. Verlag der Autoren, Frankfurt am Main 1995, ISBN 3-88661-162-0.
- Wim Wenders, Donata Wenders: Buena Vista Social Club. Schirmer/Mosel-Verlag, München 1999, ISBN 3-88814-611-9.
- Wim Wenders, Donata Wenders (Hrsg.): The Heart is a Sleeping Beauty. The Million Dollar Hotel – A Film Book. Schirmer/Mosel-Verlag, München 2000, ISBN 3-88814-986-X.
- Reinhold Zwick: Der Blick der Engel. Wim Wenders’ spirituell anregendes Kino. In: Herder Korrespondenz 60, 2005, S. 38–43.

### Fotografie
- Anna Bernardini (Hrsg.): Wim Wenders. America. Silvana Editoriale, Mailand 2015, ISBN 978-88-366-3062-2, Ausstellungskatalog.
- Peter Friese: Junge Sammlungen 03. Ausstellungskatalog von Der Raum zwischen den Personen kann die Decke tragen. Sammlung Ivo Wessel, Weserburg Museum für moderne Kunst, Bremen 2016, ISBN 978-3-946059-04-2.
- Stefania Ricci (Hrsg.): Off Scene. Wim and Donata Wenders. Polistampa Editoriale, Florenz 2004, ISBN 88-8304-764-8.
- Peter-Klaus Schuster (Hrsg.): Bilder von der Oberfläche der Erde. Photographien von Wim Wenders. Schirmer/Mosel-Verlag, München 2006, ISBN 3-8296-0252-9.
- Wim Wenders: Written in the West. Photographien aus dem amerikanischen Westen. Schirmer/Mosel-Verlag, München 1987, ISBN 3-88814-254-7.
- Wim Wenders: Einmal. Bilder und Geschichten. Verlag der Autoren, Frankfurt a. M. 1994. 4. Auflage, Schirmer/Mosel-Verlag, München 2015, ISBN 978-3-8296-0710-0, Inhaltsverzeichnis.
- Wim Wenders, Heiner Bastian (Hrsg.): Wim Wenders. Journey to Onomichi. Schirmer/Mosel-Verlag, München 2010, ISBN 978-3-8296-0453-6.
- Wim Wenders, Beat Wismer (Hrsg.): 4Real & True2. Wim Wenders. Landschaften. Photographien. Schirmer/Mosel-Verlag, München 2015, ISBN 978-3-8296-0696-7.
- Wim Wenders: Written in the West – Revisited. Überarbeitete Neuauflage, Schirmer/Mosel-Verlag, München 2015, ISBN 978-3-8296-0709-4.
- Wim Wenders: Sofort Bilder. Schirmer/Mosel-Verlag, München 2017, ISBN 978-3-8296-0816-9.

## Filme über Wenders
- Von einem der auszog – Wim Wenders’ frühe Jahre. Dokumentarfilm, Deutschland, 2007, 96 Min., Regie: Marcel Wehn, Filmseite.
- Kennwort Kino: Wim Wenders. Reisender durch Raum und Zeit. Dokumentation, Deutschland, 2015, 30 Min., (online 53 Min.), Buch und Regie: Maik Platzen und Achim Forst, Produktion: 3sat, Erstsendung: 8. August 2015, 00:55 Uhr, online-Video mit Bonus-Material in der 3sat-Mediathek.
- Wim Wenders, Desperado. Dokumentarfilm von Eric Friedler und Campino. Deutschland 2020, 120 Minuten.[75]

„Er hat ein halbes Jahrhundert jetzt Filme gemacht. Und es ist kein wirklich schlechter dabei. [...] Ich würde einem achtzehnjährigen Filmstudenten sagen: Wenn Du Filme machen willst, schau' dir Wims Filme an, du Depp.“